# Reprezentacja Meksyku w piłce ręcznej mężczyzn
Reprezentacja Meksyku w piłce ręcznej mężczyzn – narodowy zespół piłkarzy ręcznych Meksyku. Reprezentuje swój kraj w rozgrywkach międzynarodowych.

## Turnieje

### Udział wmistrzostwach Ameryki
| Rok  | Wynik | Źródło |
| ---- | ----- | ------ |
| 1979 | 6.    |        |
| 1981 | 5.    |        |
| 1983 | 5.    |        |
| 1985 | 4.    |        |
| 1989 | 5.    |        |
| 1994 | 5.    |        |
| 1996 | 6.    |        |
| 1998 | 7.    |        |
| 2000 | 7.    |        |
| 2002 | 7.    |        |
| 2004 | 8.    |        |
| 2006 | 7.    |        |
| 2008 | –     |        |
| 2010 | –     |        |
| 2012 | 9.    |        |
| 2014 | 7.    |        |
| 2016 | 7.    |        |
| 2018 | –     |        |

### Udział wigrzyskach panamerykańskich
| Rok  | Wynik | Źródło |
| ---- | ----- | ------ |
| 1987 | –     |        |
| 1991 | –     |        |
| 1995 | –     |        |
| 1999 | –     |        |
| 2003 | 8.    |        |
| 2007 | 8.    |        |
| 2011 | 6.    |        |
| 2015 | –     |        |
| 2019 | 4.    |        |

### Udział wmistrzostwach Ameryki Północnej
| Rok  | Wynik | Źródło |
| ---- | ----- | ------ |
| 2022 | 4.    |        |